# Reflektor
Reflektor – zwierciadło optyczne wklęsłe, służące do sprowadzenia padającej na nie wiązki energii o charakterze falowym (np. promieniowanie elektromagnetyczne, fala akustyczna) do wiązki równoległej lub wąskiego kąta bryłowego.
Reflektor zwiększa gęstość energii danej fali; działa jak soczewka skupiająca. Służy do ułatwienia obserwacji danego zjawiska falowego lub wysłania fal w określonym kierunku.
Reflektorem nazywa się również lampę wysyłającą światło w określonym kierunku, której częścią jest właśnie zwierciadło skupiające (reflektor w pierwszym znaczeniu) i/lub soczewka skupiająca. Do tego typu reflektorów należą:
- reflektor samochodowy,
- latarnia morska,
- reflektor przeciwlotniczy,
- reflektor Leigha,
- szperacz.